# Losoncnagyfalu
Losoncnagyfalu (szlovákul: Veľká Ves) község Szlovákiában, a Besztercebányai kerületben, a Poltári járásban.

## Fekvése
Losonctól 6 km-re északra fekszik.

## Története
A települést az 1332 és 1337 között kelt pápai tizedjegyzék említi először "Villa Magna" néven. Ekkor említik Szent Miklós templomának Péter nevű papját is. A 14. században a divényi uradalom legjelentősebb falvai közé tartozott. 1397-ben önálló plébánia volt. 1424-ben "Nagfalw" alakban szerepel. 1540-ben Fülek urának, Mocsáry Balázsnak birtoka lett. 1674-ben említik régi fatemplomát, melynek oltárköve nagyon régi. Ez a temploma Szent Márton tiszteletére volt szentelve.
1715-ben mindössze négy adózó családja létezett, mely szám 1720-ban nyolcra, 1728-ban 16-ra emelkedett. 1731-ben kolerajárvány pusztított. Az 1770. évi urbárium szerint 17 adózó és kettő zsellércsalád élt a faluban. 1777-ben épült torony nélküli evangélikus temploma, a torony csak 1802-ben készült el. Az 1784-től lebonyolított első népszámlálás szerint 89 család élt a községben, 253 férfi és 232 nő. 1789-ben földesurai Szontágh Mihály és a Mocsáry család voltak. 1840-ben 57 család lakta, közülük 167 férfi és 149 nő.
Vályi András szerint "NAGYFALU. Magyar falu Nógrád Várm. földes Ura Okolicsányi Uraság, lakosai leg inkább evangelikusok, fekszik Losonczhoz nem meszsze, és annak filiája, határja ollyan mint Bisztricskáé."
Fényes Elek szerint "Nagyfalu (Welka-vesz), tót f., Nógrád vmegyében, 69 kath., 311 evang. lak. Földje jobb mivelést megvár mint a millyent lakosai adnak; rétje kevés; erdeje nevendék; olly jó agyagbányái vannak, hogy más helységbeli fazekasok is innen vitetnek agyagot, s ezért a lakosok többnyire vagy fazekasok, vagy bodnárok. F. u. a Mocsáry család. Ut. p. Szakál."
1873-ban kolerajárvány pusztított.
A trianoni békeszerződésig Nógrád vármegye Losonci járásához tartozott.
Kultúrháza 1937-ben épült. Az elektromos áramot 1944-ben vezették be.

## Népessége
| Év:            | 1994. | 2004.   | 2014.   | 2024.   |
| -------------- | ----- | ------- | ------- | ------- |
| Emberek száma: | 441   | 428     | 450     | 410     |
| Eltérés:       |       | -2,94 % | +5,14 % | -8,88 % |

| Év:            | 2023. | 2024.   |
| -------------- | ----- | ------- |
| Emberek száma: | 406   | 410     |
| Eltérés:       |       | +0,98 % |

1869-ben 96 családban 264 férfi és 266 nő élt a településen.
1910-ben 456, túlnyomórészt szlovák lakosa volt.
2001-ben 436 lakosából 430 szlovák volt.
2011-ben 454 lakosából 442 szlovák.

## Nevezetességei
- Evangélikus templomát 1772 és 1777 között építették barokk stílusban, tornya 1802-ben épült.
- A Szent Család tiszteletére szentelt római katolikus templom 2000-ben épült.

## Külső hivatkozások
- Hivatalos oldal
- Községinfó
- Losoncnagyfalu Szlovákia térképén
- A község története (szlovákul)
- E-obce.sk Archiválva 2008. szeptember 16-i dátummal a Wayback Machine-ben